# Auriac-l'Église

Auriac-l'Église este o comună în departamentul Cantal, Franța. În 1 ianuarie 2022 avea o populație de 142 de locuitori.